# Dichaetomyia necessaria
Dichaetomyia necessaria este o specie de muște din genul Dichaetomyia, familia Muscidae. A fost descrisă pentru prima dată de Stein în anul 1920. Conform Catalogue of Life specia Dichaetomyia necessaria nu are subspecii cunoscute.